# Változékony likacsosgomba
A változékony likacsosgomba (Polyporus varius) a likacsosgombafélék családjába tartozó, Eurázsiában és Észak-Amerikában honos, lombos fák elhalt törzsén, ágain élő, nem ehető gombafaj. 

## Megjelenése
A változékony likacsosgomba kalapja 2-7 cm széles, felülről kör vagy vese alakú, laposan kiterül, középen kissé tölcséresedhet. Felszíne finoman sugarasan szálas. Színe fiatalon okkersárga, idősen sápadt- vagy narancsbarna. 
Húsa vékony, igen szívós, színe fehéres vagy piszkossárgás, sérülésre nem változik. Szaga nem jellegzetes, íze kissé kesernyés. 
Többé-kevésbé lefutó termőrétege csöves szerkezetű. A pórusok kicsik (4-5/mm), 1-3 mm mélyek. Színe fehéres vagy krémszínű, idősen szürkésbarna.
Tönkje 1-4 cm magas és 0,2-0,7 cm vastag. Alakja lefelé vékonyodó, gyakran görbült. A kalaphoz középen vagy excentrikusan is csatlakozhat. Felül krémbarnás színű és csupasz, lejjebb finoman bársonyos és sötétbarna-fekete.
Spórapora fehér. Spórája hengeres, sima, inamiloid, mérete 6–10 x 2–3 µm.

### Hasonló fajok
A fényes likacsosgomba, a téli likacsosgomba, a tavaszi likacsosgomba hasonlíthat hozzá.  

## Elterjedése és termőhelye
Eurázsiában és Észak-Amerikában honos. Magyarországon gyakori.
Lombos fák (pl. bükk), elhalt törzsén ágain él, azok anyagában fehérkorhadást okoz. Egész évben megtalálható. 

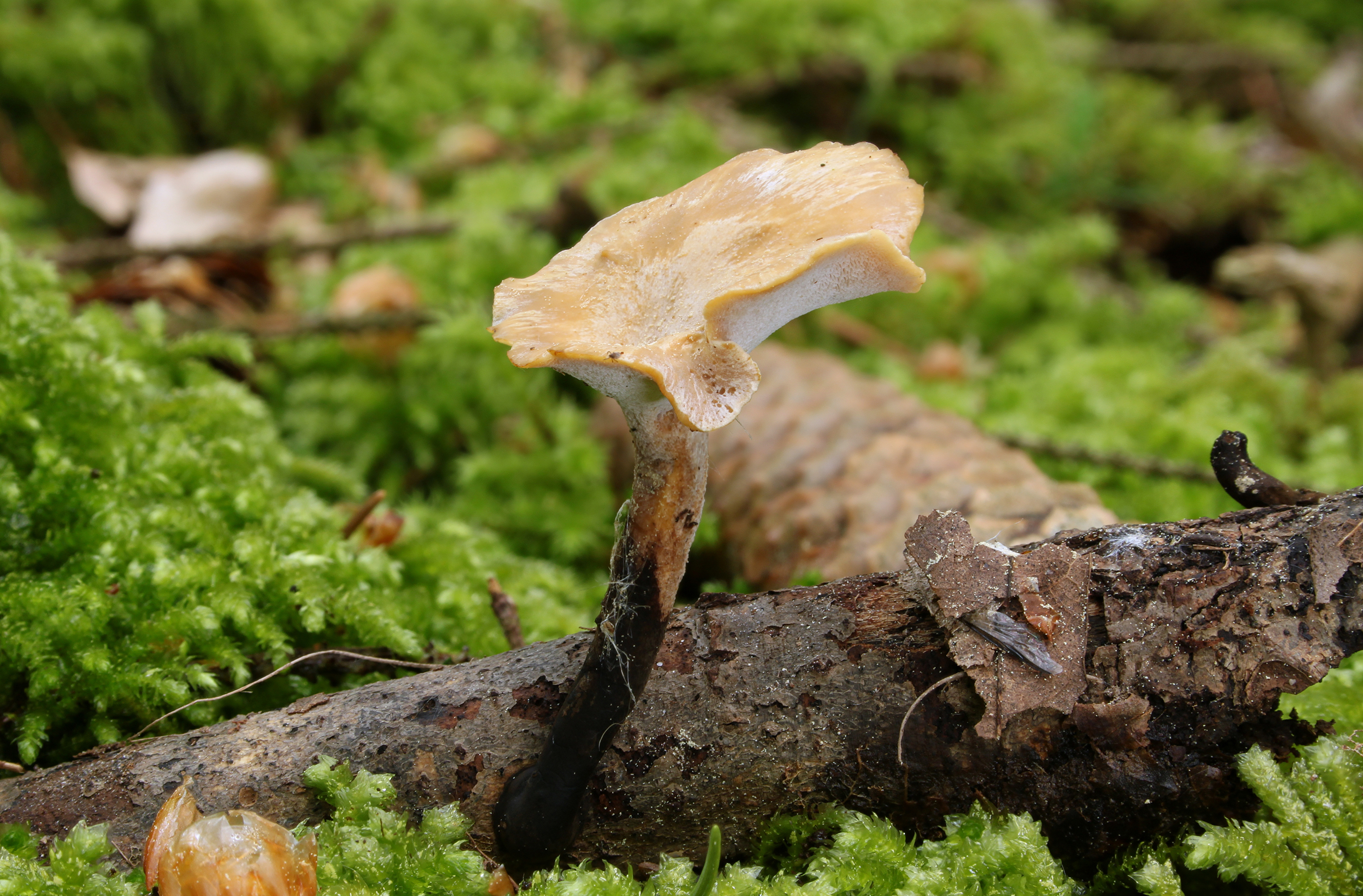
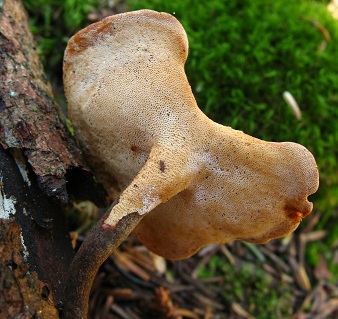
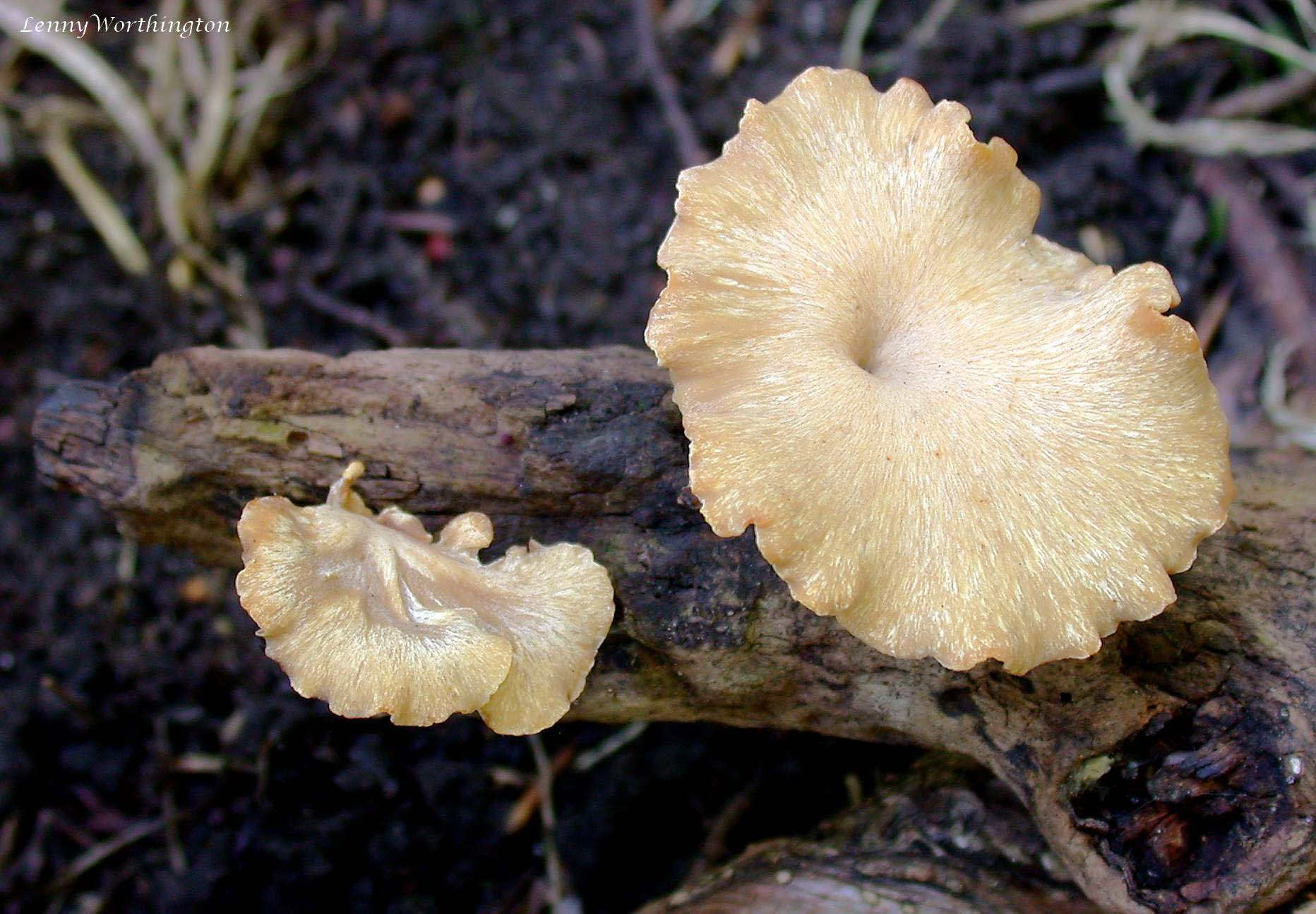
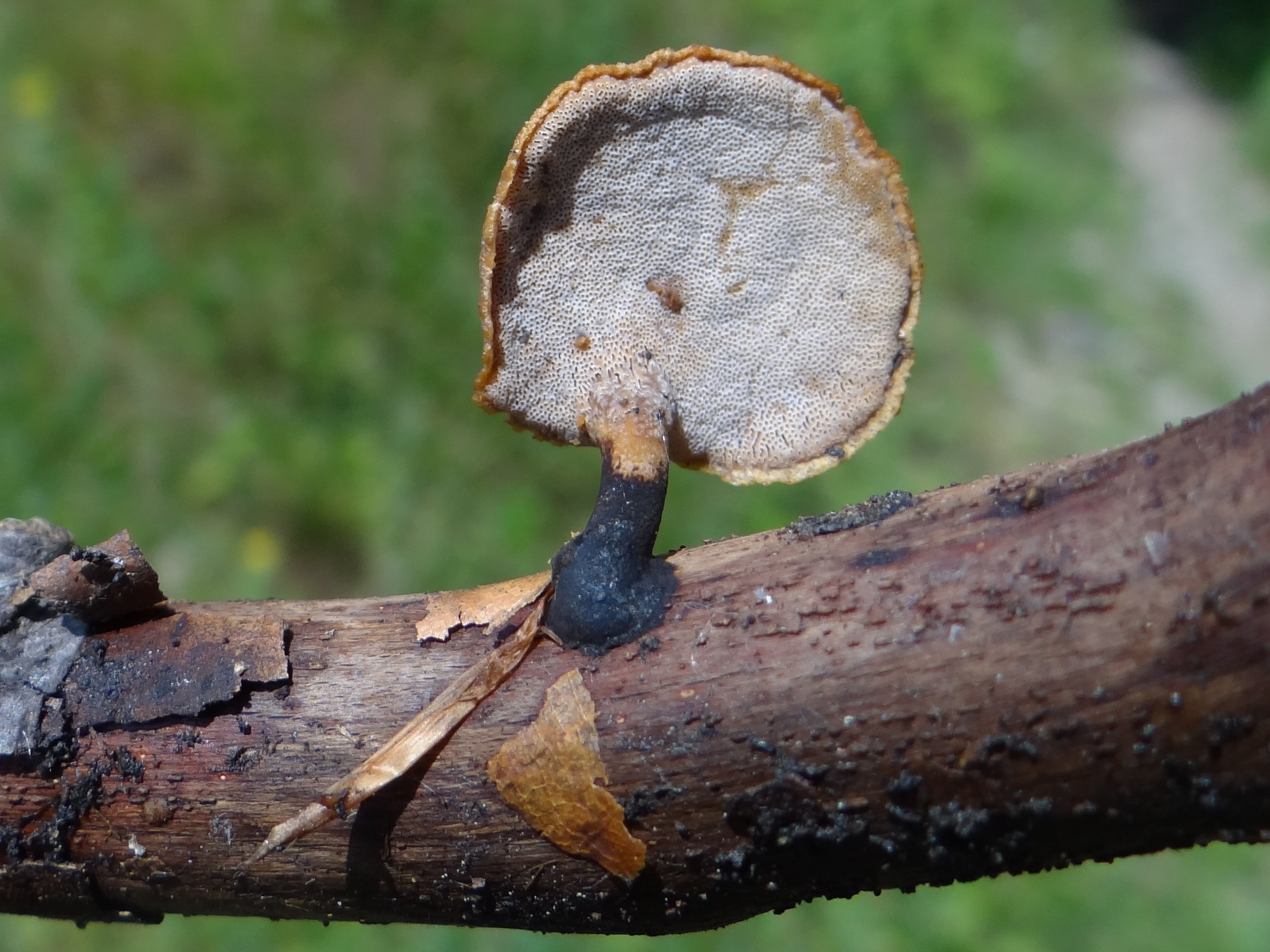
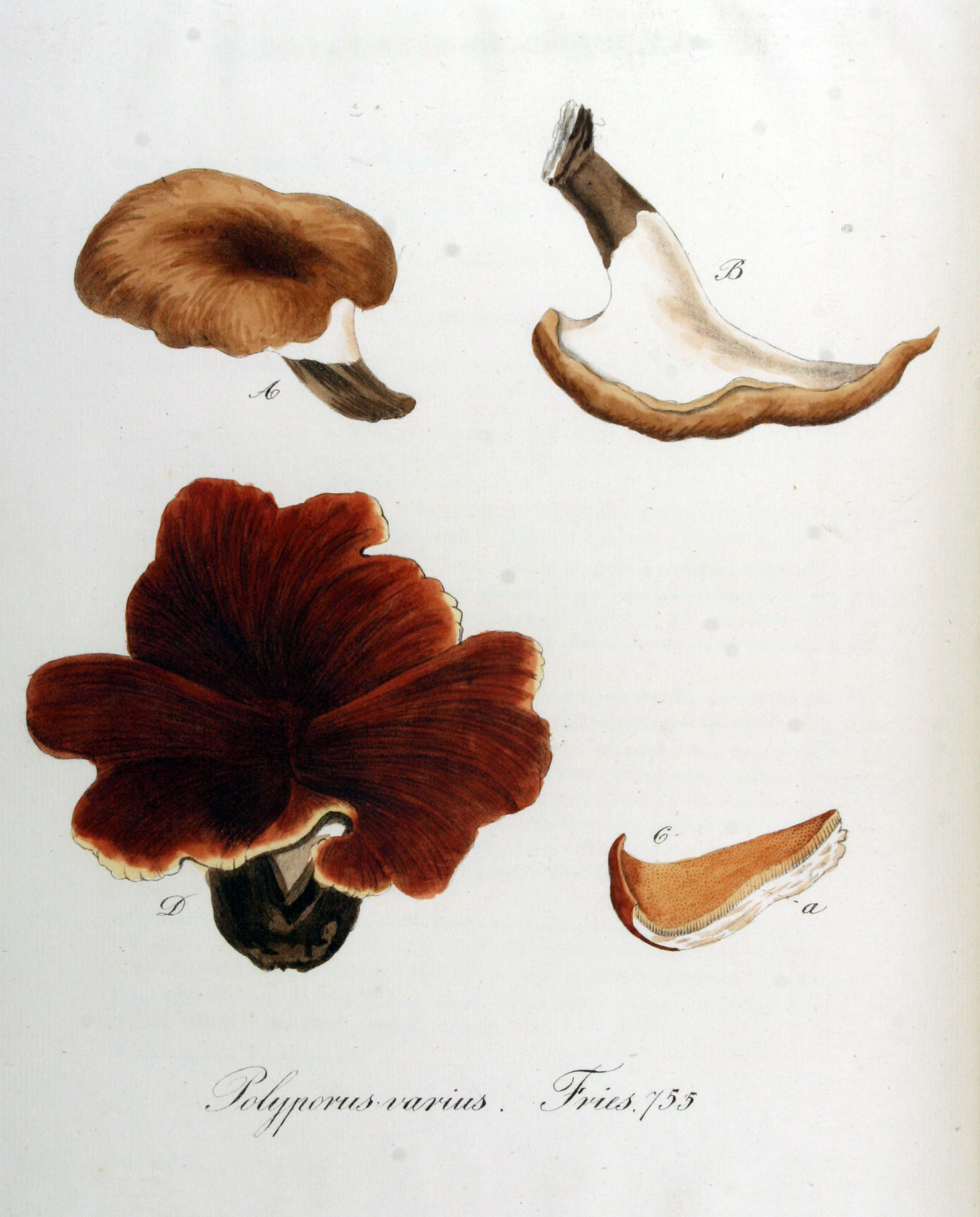

Nem ehető.    